# Саринка
Саринка, Саринки — река в России, протекает в Кильмезском районе Кировской области. Устье реки находится в 23 км по левому берегу реки Кульмы. Длина реки составляет 10 км, площадь водосборного бассейна 37,6 км².
Исток реки в лесном массиве в 22 км к северо-западу от посёлка Кильмезь. Река течёт на юго-запад, протекает посёлок Саринка (Чернушское сельское поселение), ниже течёт по лесу вплоть до впадения в Кульму.

## Данные водного реестра
По данным государственного водного реестра России относится к Камскому бассейновому округу, водохозяйственный участок реки — Вятка от водомерного поста посёлка городского типа Аркуль до города Вятские Поляны, речной подбассейн реки — Вятка. Речной бассейн реки — Кама.
По данным геоинформационной системы водохозяйственного районирования территории РФ, подготовленной Федеральным агентством водных ресурсов:
- Код водного объекта в государственном водном реестре — 10010300512111100039924
- Код по гидрологической изученности (ГИ) — 111103992
- Код бассейна — 10.01.03.005
- Номер тома по ГИ — 11
- Выпуск по ГИ — 1